# GMF Gouda
ROYAL GMF Gouda (полное название «Goudsche Machinefabriek») — машиностроительная фабрика в городе Гауда, Нидерланды. Головной офис компании с 1991 года находится в городе Ваддинксвен в 10 км от Гауды. В 2009 году за особые заслуги компания ГМФ Гауда получила от королевы Нидерландов Беатрикс королевский предикат, с этого момента полное название компании — РОЯЛ ГМФ Гауда.

## Основные показатели
Компания находится в частной собственности. Оборот Роял ГМФ Гауда составляет около 35 млн евро. На сегодняшний день[когда?] в компании работает около 180 человек, помимо этого предприятие сотрудничает с сетью партнёров по всему миру.

## История
- 9 февраля 1909 года — основание Машиностроительной фабрики Гауда инженером Яном Геурутом Хупкесом
- 1916 год — начало производства вальцовых сушилок[1]
- 1932 год — пуск в производство вальцовых кристаллизаторов
- 1973 год — разработка установки паротермической очистки корнеплодов
- 1982 год — разработка высокоскоростного кристаллизатора
- 1983 год — запуск в производство лопастных сушилок
- 1989 год — переезд фабрики из центра Гауды в соседний город Ваддинксвен
- 1992 год — открытие дочерней компании в Китае
- 1994 год — начало производства дискового кристаллизатора
- 2000 год — приобретение компании Duprat, Франция
- 2008 год — выпуск новой модели вальцевой сушилки
- 2009 год — получение королевского предиката.[1]
- 2012 год — изменение названия на ANDRITZ Gouda BV[1]

## Сфера деятельности
Основным направлением деятельности компании является производство сушилок и охладителей, которые применяются для сушки и охлаждения различных продуктов как в пищевой, так и химической промышленности. Также предприятие производит технологические линии по производству сухого детского питания, сухих картофельных хлопьев, а также линий по сушке илового осадка коммунальных и промышленных стоков.